# Gronik (552 m)
Gronik – szczyt w południowo-wschodniej części Beskidu Andrychowskiego (Beskid Mały) o wysokości 552 m n.p.m. Jego stoki opadają: północno-zachodnie - w stronę Targoszowa, zaś południowe i wschodnie - w stronę Krzeszowa.

Na południowy zachód od szczytu, przy szlakach turystycznych znajduje się, pochodząca z XIX wieku kapliczka górnicza, prawdopodobnie wystawiona jako wotum za ocalenie zasypanych górników. Pochodzi ona z okresu, kiedy te tereny były eksploatowane pod kątem wydobycia rud żelaza.

## Szlaki turystyczne
Południowo-zachodnie stoki Gronika trawersują następujące szlaki:
- Kocierz Rychwałdzki - Gibasy - Smrekowica - Targoszów - Gronik - Krzeszów.
- Schronisko PTTK Leskowiec - Targoszów - Gronik - Krzeszów.
- Szlak buków